# Astronomy
Astronomy är det svenska power metal-bandet Dragonlands fjärde studioalbum, utgivet i november 2006 på Century Media Records. Skivan släpptes även i Ryssland, samt året därpå i Japan och 2012 i Taiwan.
Precis som föregångaren Starfall är skivan fristående och knyter inte an till The Dragonland Chronicles. Teman som behandlas är istället astronomi och rymden. Låten "Cassiopeia" är en referens till personen med samma namn ur den grekiska mytologin och den avslutande trilogin "The Old House on the Hill" (skriven av bandets gitarrist Olof Mörck och keyboardisten Elias Holmlid) är inspirerad av den amerikanske författaren H. P. Lovecraft.
Skivan gästas av ett flertal musiker från Göteborgsområdet som senare skulle dyka upp i band som Amaranthe och Dead By April. Astronomy är det sista albumet med basisten Christer Pedersen och Jesse Lindskogs sista som trummis, då han inför nästa album hade bytt instrument till gitarr.

## Låtlista
1. "Supernova" – 5:09
2. "Cassiopeia" – 4:06
3. "Contact" – 4:25
4. "Astronomy" – 3:20
5. "Antimatter" – 3:00
6. "The Book of Shadows Part IV: The Scrolls of Geometria Divina" (instrumental) – 4:04
7. "Beethoven's Nightmare" – 6:11
8. "Too Late For Sorrow" – 3:36
9. "Direction: Perfection" – 4:29
10. "The Old House on the Hill Chapter I: A Death in the Family" (instrumental) – 4:30
11. "The Old House on the Hill Chapter II: The Thing in the Cellar" (instrumental) – 3:07
12. "The Old House on the Hill Chapter III: The Ring of Edward Waldon" (instrumental) – 6:17

Bonusspår på japanska utgåvan
1. "Intuition" (TNT-cover) – 4:26
2. "The Last Word" – 4:15

## Medverkande
Musiker
- Jonas Heidgert – sång
- Nicklas Magnusson – gitarr
- Olof Mörck – gitarr, keyboard
- Elias Holmlid – keyboard, trummor
- Christer Pedersen – basgitarr
- Jesse Lindskog – trummor

Bidragande musiker
- Jake E – sång
- Elize Ryd – sång
- Jimmie Strimell – sång
- Marios Iliopoulos – gitarr
- Nils-Arne Holmlid – berättarröst

Produktion
- Patrik Jerksten – producent, studiotekniker, mixning
- Elias Holmlid – producent
- Olof Mörck – producent, studiotekniker, mixning
- Henrik Udd – producent, studiotekniker
- Fredrik Nordström – mixning
- Peter In de Betou – mastering
- Jake E – låttexter
- Niklas Sundin – omslagskonst
- Carsten Drescher – design
- Olle Carlsson – foto